# 藤原隆長
藤原 隆長（ふじわら の たかなが）は、平安時代末期の貴族。藤原北家御堂流、左大臣・藤原頼長の三男。官位は正四位下・左近衛権中将。

## 経歴
仁平元年（1151年）2月21日に侍従に任じられ、同年5月26日に右少将、7月24日に左少将に転任、仁平2年（1152年）正月28日に従四位下に叙され、同年9月9日に左近衛権中将に転任、仁平ら3年（1153年）正月5日に正四位下に叙され（高陽院御給、二階、元従四位下）、同月21日に紀伊権守を兼任した。仁平2年、鳥羽法皇の五十歳の御賀に当たり、藤原実定と共に青海波を舞ったが、その様子を見物した祖父・忠実から舞の未熟さを見咎められ、師匠である狛光行と交替させられた逸話が『古事談』に見える（隆長に代わった光行の舞も隆長のそれと大差なく、舞の正しい伝承が行われていないことを知った忠実が、自ら光行に指導したとある）。
保元元年（1156年）の保元の乱において父・頼長が敗死すると、兄弟達と共に一旦宇治の忠実の許に身を寄せるが、7月27日に左権中将を解官され、朝命によって8月3日に伊豆国へ配流された。詳細な年代は不明ながら、その後は都に帰還することなく配所で没した。